# Miss Silver intervient
 (décembre 2023).
Si vous disposez d'ouvrages ou d'articles de référence ou si vous connaissez des sites web de qualité traitant du thème abordé ici, merci de compléter l'article en donnant les références utiles à sa vérifiabilité et en les liant à la section « Notes et références ».
Miss Silver intervient (Miss Silver Intervenes) est un roman policier de la romancière britannique Patricia Wentworth publié en 1943. Il est paru en France aux éditions Seghers en 1979 dans une traduction de Patrick Berthon, avant d'être repris aux éditions 10/18 dans la collection « Grands Détectives » no 2362 en 1993.

## Résumé
Le fiancé de Maede Underwood devrait être mort, mais il est bien vivant, quoique atteint d'amnésie. Alors quand Caroll Roland meurt, après s'être interposée dans leur bonheur, seul le flair légendaire de Miss Silver peut résoudre l'énigme.